# فهرست کشورها بر پایه تولید دی‌اکسید کربن

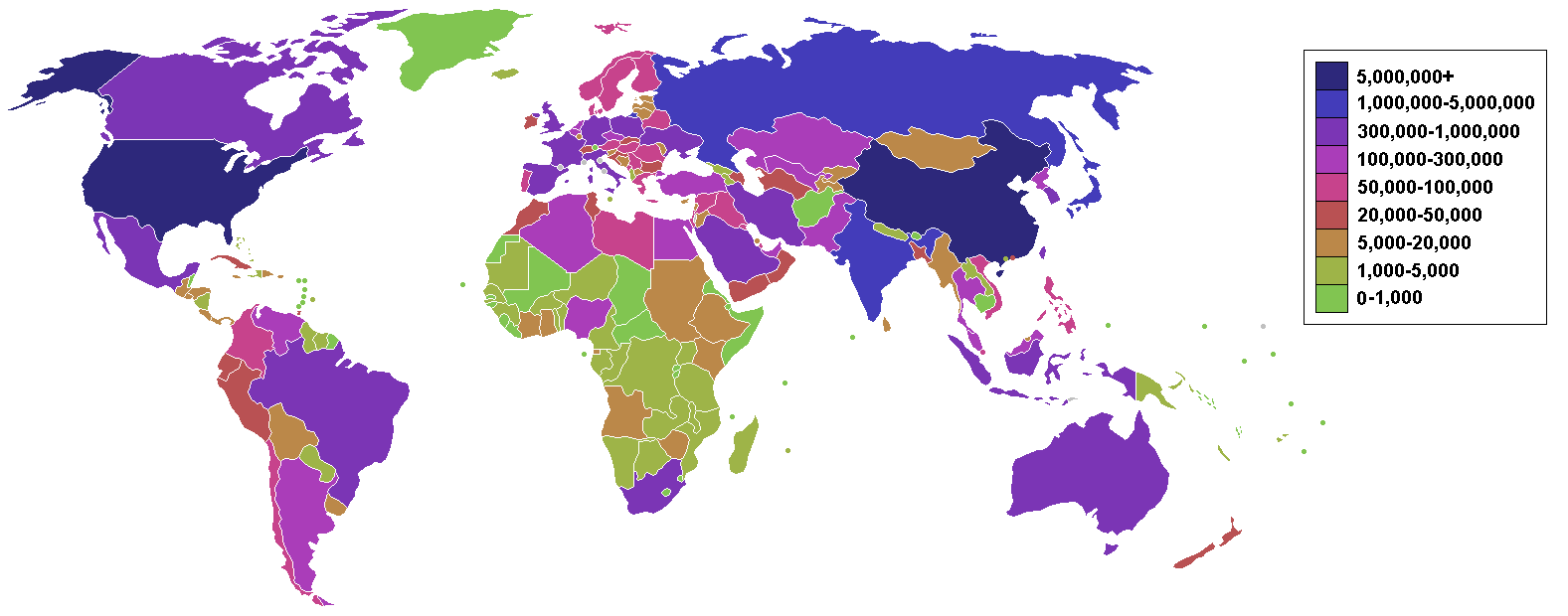
کشورهای تولید کنندهٔ دی اکسید کربن از طریق سوزاندن سوخت‌های فسیلی.

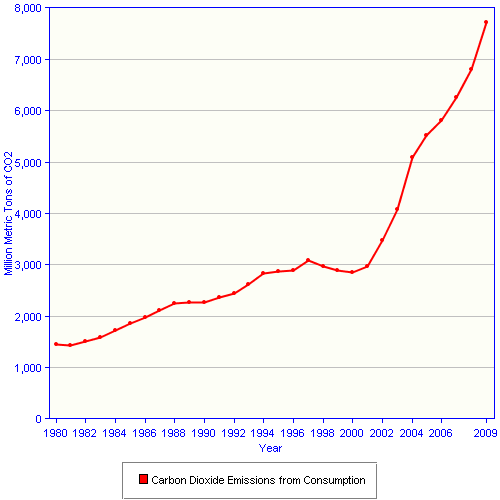
انتشار میلیون‌ها تن دی اکسید کربن در کشور چین در سال‌های ۱۹۸۰ تا ۲۰۰۹.

این فهرست کشورهای تولید کنندهٔ دی اکسید کربن به دلیل فعالیت‌های انسانی است. اطلاعات ارائه‌شدهٔ زیر مربوط به تولید گازهای گلخانه ای در سال ۲۰۰۷ است؛ و در سال ۲۰۰۸ توسط CDIAC برای سازمان ملل متحد جمع‌آوری شده‌است. داده‌ها تنها از نظر انتشار دی اکسید کربن از احتراق سوخت‌های فسیلی و تولید سیمان است و شامل انتشار گازهای گلخانه‌ای، جنگلها و گازهای گلخانه‌ای بسیار قوی‌تر، از جمله گاز متان نشده‌است. ۱۰ کشور اول جهان در مجموع ۶۷٫۰۷٪ مجموع گازهای گلخانه‌ای جهان را منتشر می‌کنند.
برخی از سرزمین‌های استقلال یافته، که به رسمیت شناخته شده‌اند در این لیست گنجانده شده‌است. در ۶ اکتبر ۲۰۱۰، آژانس بین‌المللی انرژی، داده‌های خود را (کمی متفاوت تر از روش CDIAC) بر پایه انتشار گازهای گلخانه‌ای ۱۴۰ کشور منتشر کرد.

## فهرست کشورهای جهان بر پایهٔ تولید گازهای گلخانه‌ای در سال ۲۰۱۴
| کشور                | انتشار سالانه کربن دی‌اکسید (میلیون تن) | میزان تولید کرین دی اکسید به ازای هر نفر |
| ------------------- | -------------------------------------- | ---------------------------------------- |
| چین                 | ۱۰٬۵۹۰                                 | ۷٫۶                                      |
| ایالات متحده آمریکا | ۵٬۳۳۰                                  | ۱۶٫۵                                     |
| اتحادیه اروپا       | ۳٬۴۲۰                                  | ۶٫۷                                      |
| هند                 | ۲٬۳۴۰                                  | ۱٫۸                                      |
| روسیه               | ۱٬۷۷۰                                  | ۱۲٫۴                                     |
| ژاپن                | ۱٬۲۸۰                                  | ۱۰٫۱                                     |
| آلمان               | ۷۷۰                                    | ۹٫۳                                      |
| کره جنوبی           | ۶۱۰                                    | ۱۲٫۳                                     |
| کانادا              | ۵۷۰                                    | ۱۵٫۹                                     |
| اندونزی             | ۴۵۰                                    | ۱٫۸                                      |
| عربستان سعودی       | ۴۹۰                                    | ۱۶٫۸                                     |
| برزیل               | ۵۰۰                                    | ۲٫۵                                      |
| بریتانیا            | ۴۲۰                                    | ۶٫۵                                      |
| مکزیک               | ۶۶۰                                    | ۳٫۷                                      |
| ایران               | ۶۲۰                                    | ۷٫۹                                      |
| استرالیا            | ۴۱۰                                    | ۱۷٫۳                                     |
| ایتالیا             | ۳۴۰                                    | ۵٫۵                                      |
| فرانسه              | ۳۲۰                                    | ۵٫۰                                      |
| آفریقای جنوبی       | ۳۹۰                                    | ۷٫۴                                      |
| لهستان              | ۳۰۰                                    | ۷٫۸                                      |